# 文托泽卢
文托泽卢是葡萄牙布拉干萨区的一个堂区。总面积23.97平方公里，总人口189人，人口密度7.9人/平方公里。